# Gonda Zoltán

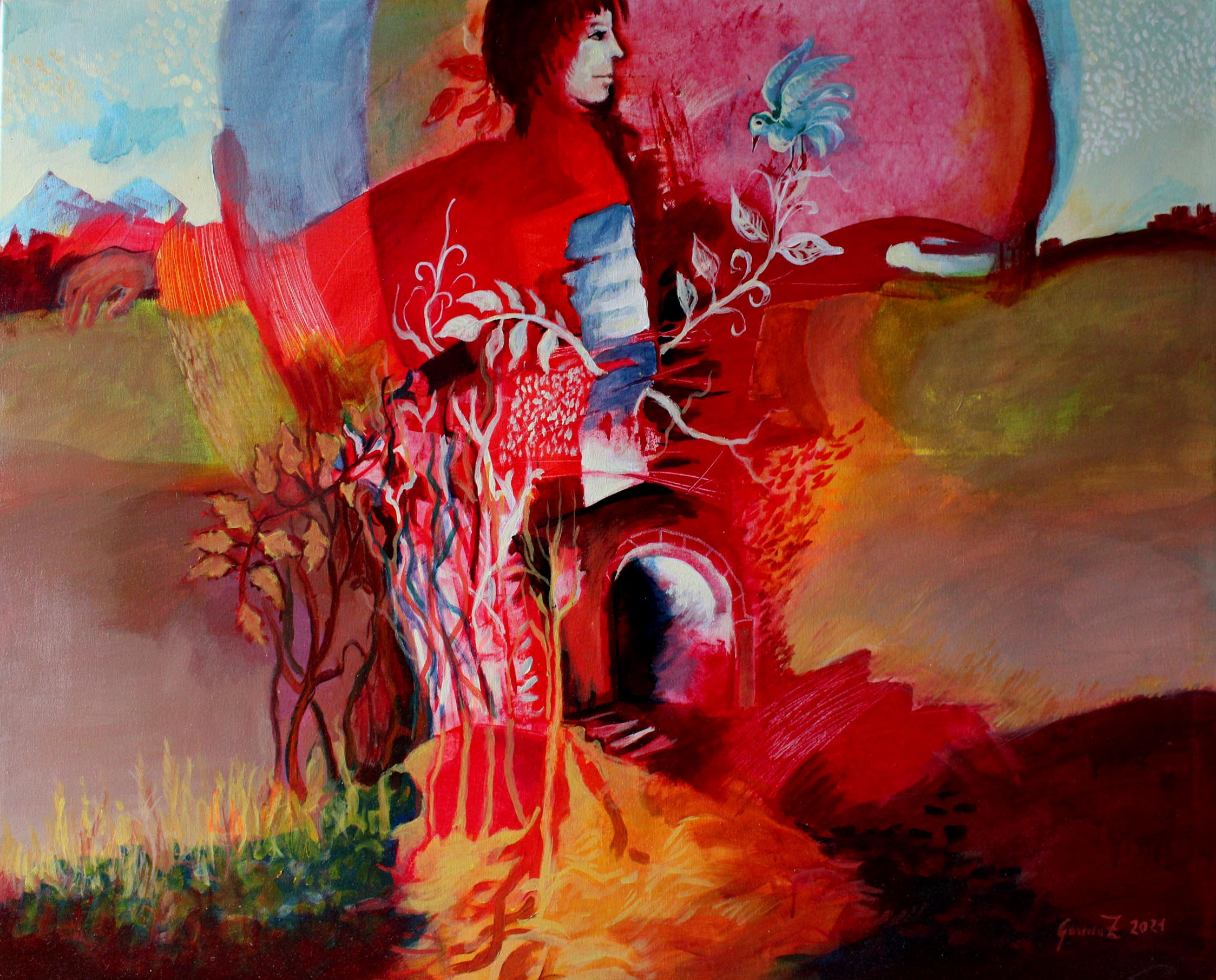
olaj, vászon, 100x120 cm. 2021.

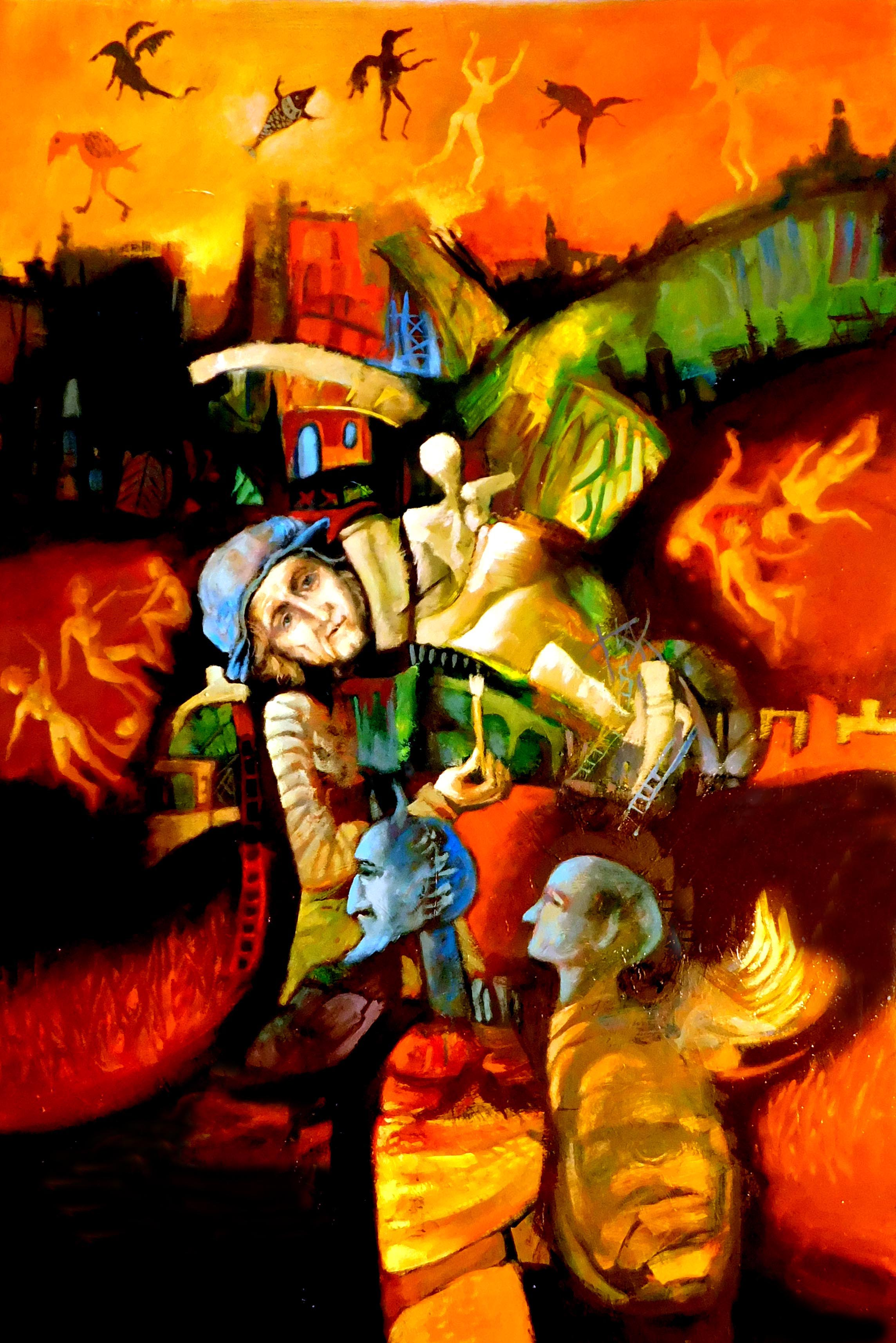

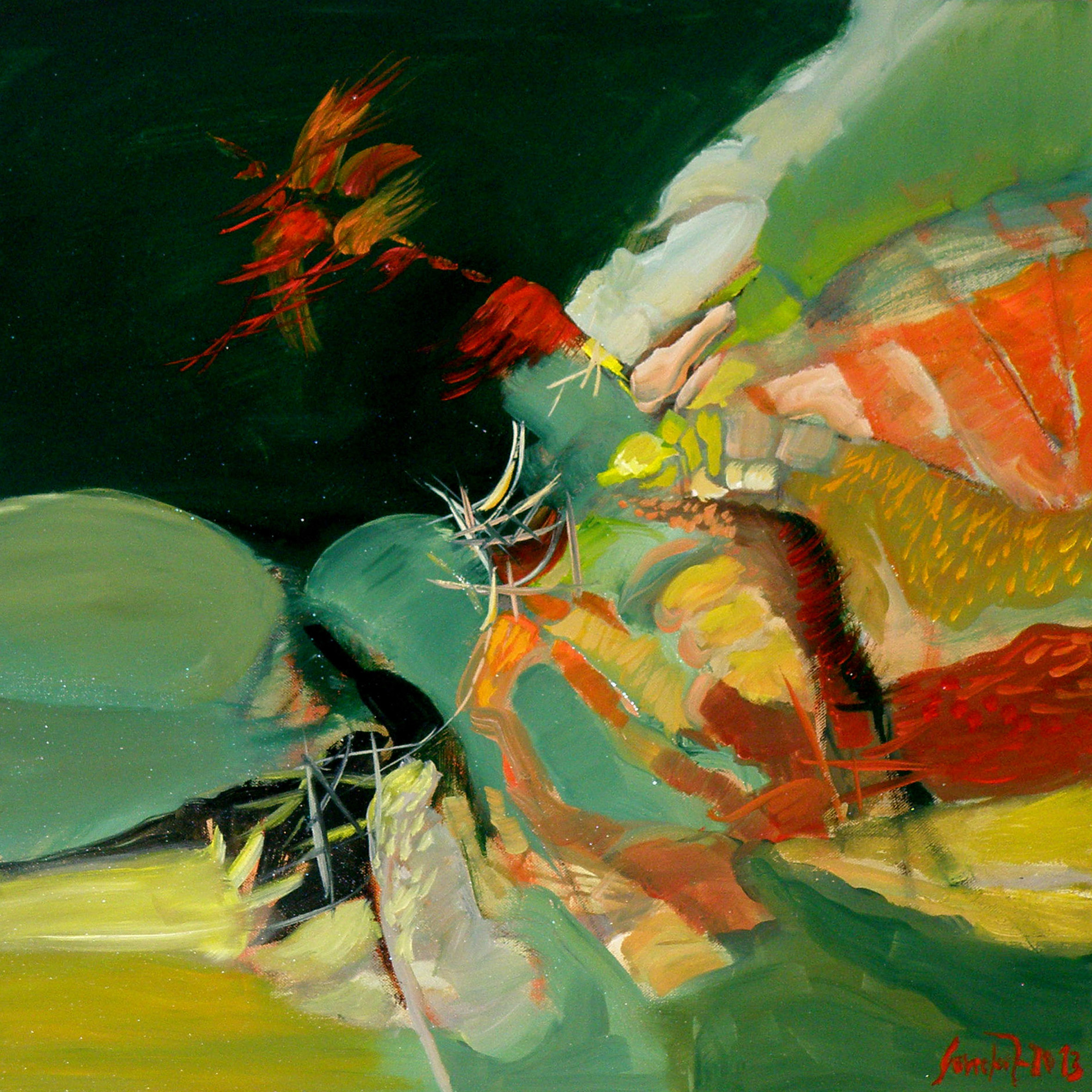

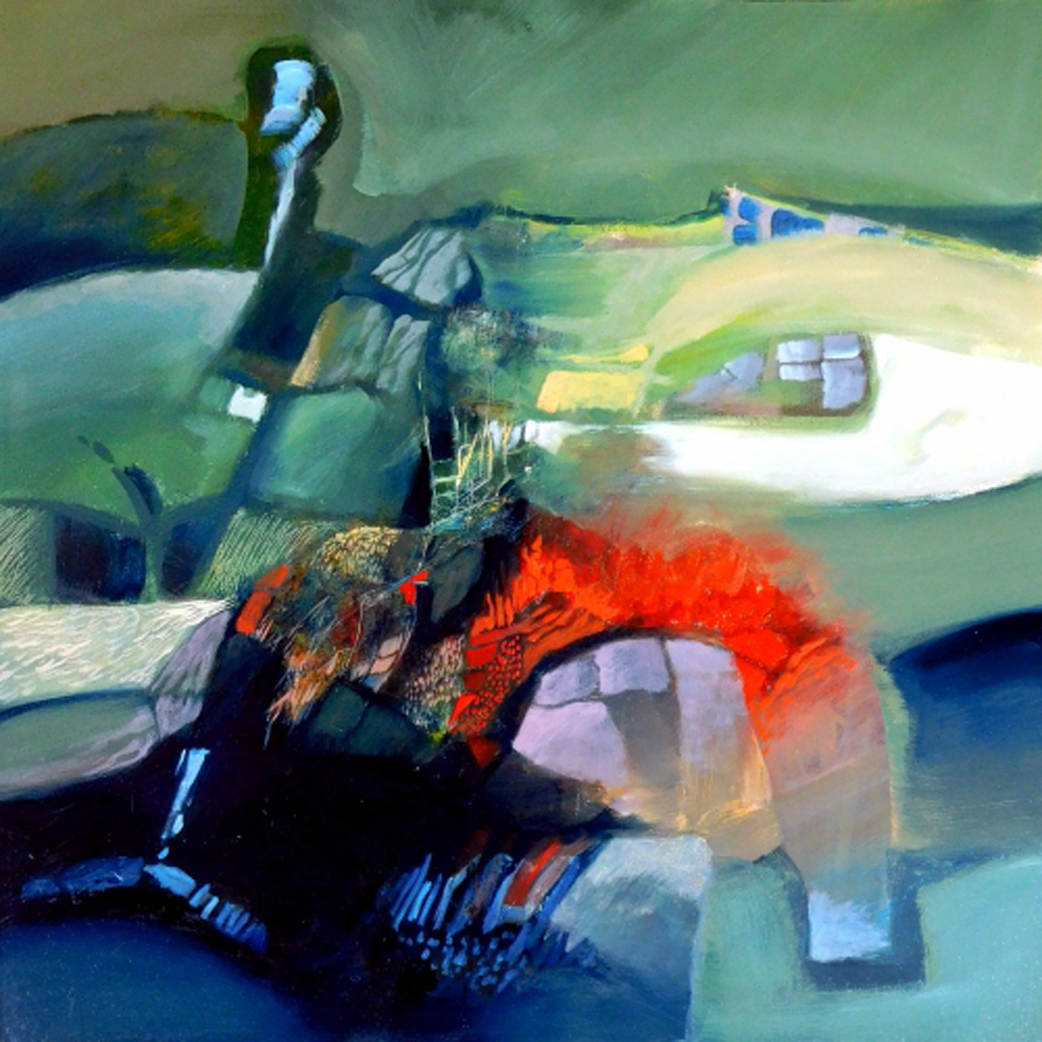

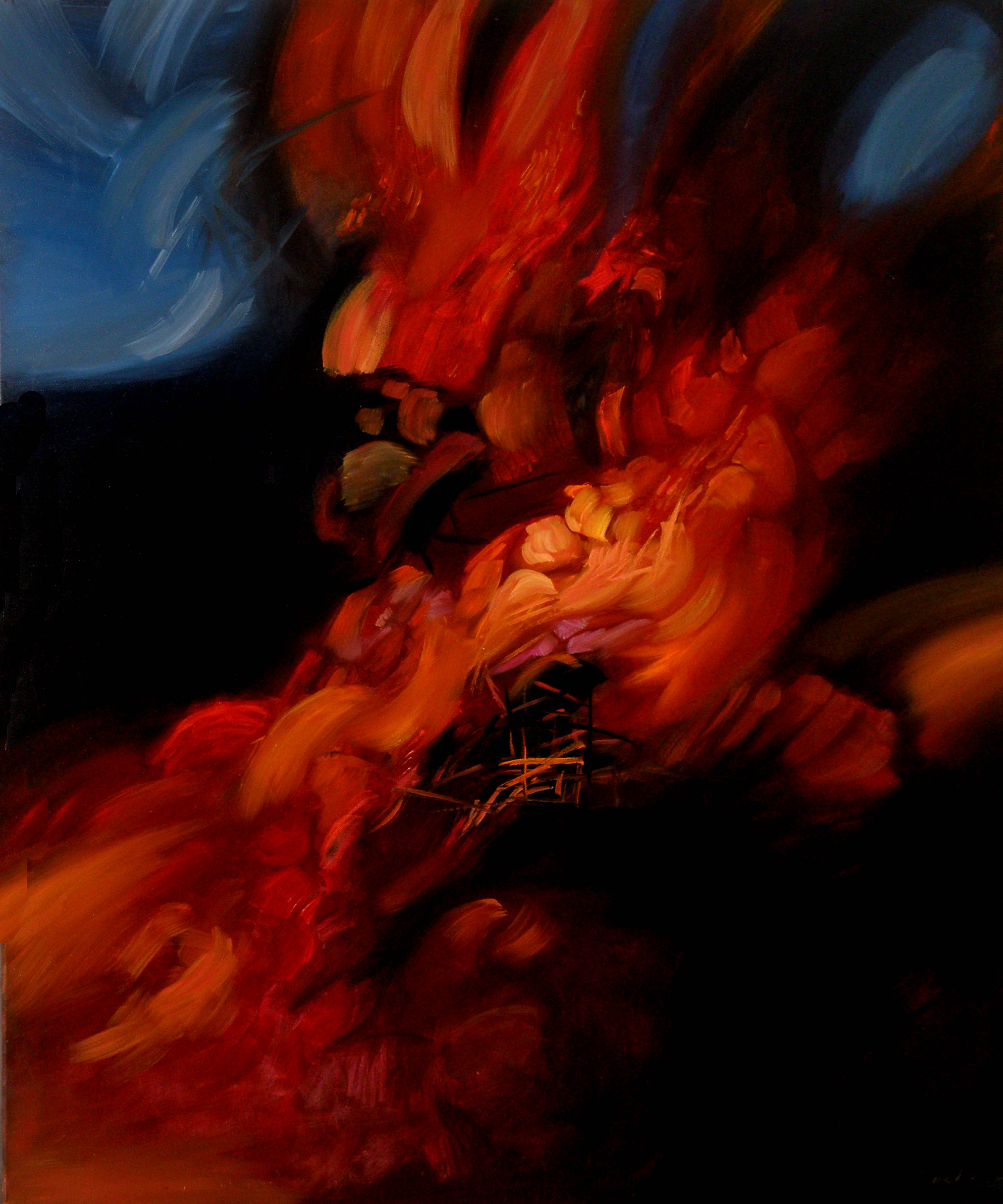

Gonda Zoltán (Nyíregyháza, 1943. május 26. –) képzőművész.

## Életút
Általános és középiskoláit Debrecenben végezte, bölcsész diplomát Budapesten szerzett. Festőként tanult a debreceni Képzőművészeti Szabadiskolában. Mesterei Veress Géza, Menyhárt József, Félegyházi László voltak.
1965-től egyéni és csoportos kiállításokon mutatta be műveit, aztán mintegy két évtizeden keresztül csak a grafikát művelte. Számtalan hazai folyóiratban, napilapban jelentek meg alkotásai.Családi okok miatt hétévnyi hallgatás következett, majd újra ecsetet vett kezébe, és ezzel párhuzamosan a grafikai kifejezésben is a megújulást kereste. Azóta debreceni művészként sok elismerést szerzett hazai és külföldi kiállításokon, nemzetközi művésztelepeken.

## Díjak, elismerések
- 1965-ben az egyetemek és főiskolák képzőművészeti pályázatának I. és III. díja
- 1978-ban az országos Alkotó Ifjúság pályázat III. díja grafikai sorozatért
- 1979-ben országos kitüntetés rajzpedagógiai munkáért
- 1997-ben, 2000-ben és 2006-ban Debrecen Kultúrájáért Alapítvány ösztöndíja
- 1997-ben a debreceni Megyei Őszi Tárlat nívódíja
- 1999-ben Téglás Város Sorozatok pályázat I. díja
- 2003-ban a vajai nemzetközi művésztelep nívódíja
- 2009-ben a Honvédelmi Minisztérium képzőművészeti pályázatának I. díja
- 2010-ben a Debreceni Tavaszi Tárlat nívódíja
- 2010-ben Münchenben nemzetközi kiállításon alkotása az emblémája az UNESCO programnak
- 2012 Holló László-díj
- 2017 Debreceni Tavaszi Tárlat díja
- 2018 Przemyśl, Ezüst Négyszög Triennálé nívódíja
- 2024 Debrecen Város Kulturáért díja
- 2024  Przemysl  Ezüst Nényszög Zsűri különdíja
- 2024  Hajdúböszörmény, Burai István-nívódíj

## Hazai és külföldi kiállításokon résztvétel
- Ezüst Négyszög Nemzetközi Triennálék - Lengyelország
- Négy Nemzet kiállítás - Toyama, Japán, Korea, Debrecen
- Négy Nemzet  kiállítás, Shenyang (Kína)
- Nemzetközi Grafikai Triennálé, Bitola (Macedónia)
- Kortárs Keresztény Ikonográfiai Biennálék Kecskeméten
- Országos Nyári Tárlatok, Debrecen
- Tavaszi és Őszi Tárlatok, Debrecen
- Nemzetközi Pasztell Biennálék, Nowy Sacz (Lengyelország)
- Nemzetközi Grafikai Biennálék, Nagyenyed (Románia)
- Nemzetközi Grafikai Biennálék, Skopje (Macedónia)
- Országos Táblakép Kiállítás, Szeged

## Egyéni bemutatkozások ( válogatás)
- 1970 - Esztergom, Balassagyarmat, Palóc Múzeum
- 1973 - Hajdúböszörmény, Városi Galéria
- 1983 - Baja, Városi Galéria
- 1985 - Ózd, Városi Galéria
- 1996 - Debrecen, Kölcsey Galéria
- 1997 - Hajdúszoboszló, Városi Galéria; Hajdúböszörmény, Városi Galéria; Mátészalka, Szatmár Múzeum
- 1998 - Budapest, Stefánia Galéria
- 2000 - DOTE Galéria, Debrecen; Mű-Terem Galéria, Debrecen
- 2002 - Vörös Szalon, Kecskemét
- 2003 - DOTE Galéria, Debrecen; Pannon Galéria, Sopron; Vaja, Vay Ádám Múzeum
- 2004 - Eger, Művészetek Háza
- 2005 - Vigadó Galéria, Jókai Színház, Békéscsaba; Gyöngyös Városi Galéria
- 2006 - Szatmár Múzeum, Mátészalka; Manchester, HOT-ART Galéria
- 2006 - Aranytíz Galéria Budapest; Rátkai Művészklub, Budapest
- 2007 - Hajdúszoboszló Városi Galéria; Művészeti Múzeum, Kolozsvár
- 2008 - Csurgó Városi Múzeum; Kondor Béla Galéria, Budapest
- 2008 - Reményik Galéria, Kolozsvár
- 2010 - Debrecen, Méliusz Központ Galéria
- 2013 - Debrecen, Bényi Árpád-terem
- 2014 - Miskolc, Szőnyi István-terem
- 2015 - Nagybánya, Teleki Ház
- 2015 - Hajdúszoboszló, Városi Galéria
- 2016 - Szatmári Múzeum, Mátészalka
- 2018 - Bényi  Terem, Debrecen
- 2018 - Szatmár Múzeum  Mátészalka
- 2021 - Nyíregyháza, Pál Gyula Terem
- 2022 - Marosvásárhely, Bernádi Ház
- 2023 - Nyíregyháza  Megyei Könyvtár (grafikák)
- 2024 - Debrecen, Bényi Árpád-Terem

Rendszeres kiállítások Kolozsváron és más erdélyi városokban.
Művei megtalálhatóak itthon és külföldön múzeumokban, képtárakban, magángyűjtőknél egyaránt, Lengyelországban, Litvániában, Angliában, Hollandiában, Romániában, Kínában, Kanadában, Németországban, USA-ban, Szlovákiában, Macedóniában...stb..
2014-től Téglás város egy új galériában mutatta be alkotásait, de a művekre nem tartottak igényt és ezért 2021-ben visszaadták.  
Adományként Nyíregyháza elfogadott több darabot.

## Tagság
- Magyar Alkotóművészek Országos Egyesülete
- Ajtósi Dürer Grafikusművészek Egyesülete
- Pasztellfestők Országos Egyesülete  (Tagság megszünt 2023-ban)